# Dragonheart: A New Beginning
Dragonheart: A New Beginning er en amerikansk fantasyactionfilm fra 2000, der blev instrueret af Doug Lefler. Blandt de medvirkende er Robby Benson, Christopher Masterson, Harry Van Gorkum og Rona Figueroa. Det er en efterfølger, udsendt direkte til direkte-til-video som efterfølger til filmen Dragonheart fra 1996.

## Handling
Stalddrengen Geoff drømmer om at blive ridder og træner ihærdigt, uden at der kommer særlig meget ud af det. 
Det ændrer sig, da han møder dragen Drake, der ved en ting eller to om ære og det at være ridder. 
Samtidig drømmer en ond ridder om at overtage verdensherredømmet ved hjælp af en magisk drik. 
Den eneste ingrediens han mangler er et dragehjerte, så Geoff får rig mulighed for at afprøve sin evner ved at forsvare sin drageven.